# Julianeborg
Julianeborg er en bebyggelse i Sønderjylland mellem de tre landsbyer Hornse, Hynding og Holme , opstået ved indvandring af "kartoffeltyskere" i 1760'erne. Den ligger i Ravsted Sogn er et sogn Aabenraa Kommune i Region Syddanmark. 
Indtil Kommunalreformen i 1970 lå det i Slogs Herred Tønder Amt.

## Eksterne Kilder/henvisninger
- Ravsted Sogn Arkiveret 10. marts 2007 hos  Wayback Machine

|  | Denne artikel om lokaliteten Julianeborg kan blive bedre, hvis der indsættes et (bedre) billede. Du kan hjælpe ved at afsøge Wikimedia Commons for et passende billede eller lægge et op på Wikimedia Commons med en af de tilladte licenser og indsætte det i artiklen. |

54°59′11″N 9°5′32″Ø / 54.98639°N 9.09222°Ø